# Hipercolesterolemia hereditária
Hipercolesterolemia familiar ou  hereditária é um distúrbio metabólico de herança autossômica dominante que resulta em elevação do nível de colesterol ruim (LDL) sanguíneo. 

## Sinais e sintomas

herança autossômica dominante.

Em homozigotos os sintomas começam ainda na infância e incluem:
- Diversas doença cardiovasculares que predispõe a infartos, principalmente aterosclerose;
- Dores articulares ou/e tendinite;
- Depósitos de colesterol na pele (xantomas cutâneos) desde a infância;
- Estenose aórtica.

Dificilmente sobrevivem mais de 30 anos sem grandes cirurgias para remover as placas de colesterol, que podem incluir transplante de fígado.
Em heterozigotos o colesterol ruim é elevado (LDL maior que 250 mg/dL) desde a infância mesmo com uma dieta saudável, mas os sintomas começam apenas na idade adulta e incluem um maior risco de:
- Depósitos de colesterol na pele (xantomas e xantelasma)
- Dores articulares ou/e tendinite, principalmente no tendão de Aquiles;

## Epidemiologia
A chance de herdar hipercolesterolemia familiar de ambos pais é de cerca de um em cada milhão de habitantes. Já a freqüência dos heterozigotos (portadores sem sintomas) é de um em 500 na maioria dos países do mundo. É mais comum entre os brancos da África do Sul(1%), provavelmente porque alguns dos primeiros colonizadores possuíam os genes.

## Tratamento
Estatinas são os medicamentos mais usados para reduzir os níveis de colesterol LDL, e quando necessário podem ser combinados com sequestrantes de ácidos biliares (colestiramina ou colestipol), preparados de ácido nicotínico ou fibratos.  Essas combinações são seguros mesmo em crianças, desde que as doses sejam adequadas para a idade e peso.